# Ken Yoshizawa
Ken Yoshizawa (吉澤健?, Ken Yoshizawa; Kanagawa, 10 maggio 1946) è un attore giapponese.
È stato un attore feticcio del regista underground Kōji Wakamatsu.

## Filmografia parziale
Film diretti da Kōji Wakamatsu
- Orgia (1967)
- Haragashionna (1968)
- Vengeance Demon (1968)
- Sexual play (1969) codiretto da Masao Adachi
- Running in Madness, Dying in Love (1969)
- Storia di amanti moderni: la stagione del terrore (1969)
- Il decamerone orientale (1969)
- Omicidio di un uomo, omicidio di una donna: pallottola nuda (1969)
- Estasi degli angeli (1972)
- Caterpillar (2009)

Film diretti da altri registi
- Gushing Prayer (1971), Masao Adachi
- Violent Cop (1989), Takeshi Kitano
- Ryûzô to 7 nin no kobun tachi, (2015), Takeshi Kitano
- Hanadama: Gen'ei, (2016), Hisayasu Satō